# Aéroport de Bodrum-Milas
Pour les articles homonymes, voir BJV.
L'aéroport de Bodrum-Milas (code IATA : BJV • code OACI : LTFE) est un aéroport turc desservant les villes de Bodrum et de Milas.

## Histoire

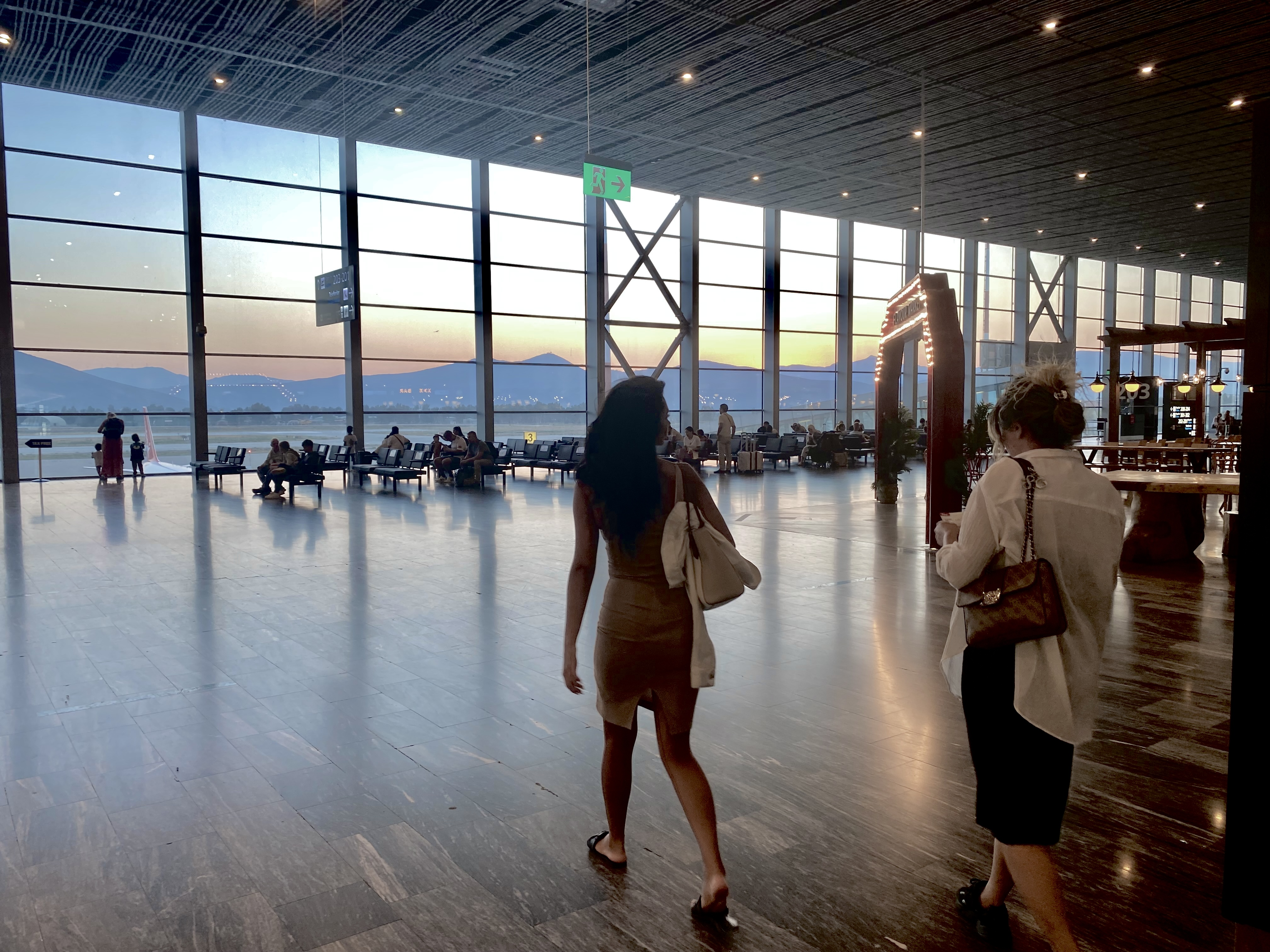
Terminal de l'aéroport

## Situation
| Adana Ankara Antalya Antioche Bodrum-Milas Dalaman Denizli Elâzığ Istanbul Sabiha-Gökçen Izmir Trabzon / Trébizonde Gaziantep Diyarbakır Kayseri Samsun Van Erzurum Konya Gazipaşa Malatya |

| Adana Ankara Antalya Antioche Bodrum-Milas Dalaman Denizli Elâzığ Istanbul Sabiha-Gökçen Izmir Trabzon / Trébizonde Gaziantep Diyarbakır Kayseri Samsun Van Erzurum Konya Gazipaşa Malatya |

## Statistiques
Pour des raisons techniques, il est temporairement impossible d'afficher le graphique qui aurait dû être présenté ici.

Voir la requête brute et les sources sur Wikidata.

## Compagnies aériennes et destinations
| Compagnies              | Destinations |
| ----------------------- | --- |
| Aeroflot                | En saison: Moscou Chérémétiévo |
| Air Albania             | En saison: Tirana |
| Air Arabia              | En saison: Charjah |
| Air Astana              | En saison: Almaty, Noursoultan |
| Air Serbia              | En saison charter: Belgrade-Nikola-Tesla |
| AJet                    | Ankara Esenboğa, Antalya, Istanbul-S. Gökçen En saison: - Amman-Reine-Alia, - Beyrouth-Rafic Hariri, - Priština, - Sarajevo-Butmir, - Skopje, - Stockholm-Arlanda                                                          |
| Animawings              | En saison: Bucarest-H. Coandă |
| Azerbaijan Airlines     | En saison: Bakou-H. Aliyev |
| Azimuth                 | Mineralniye Vody |
| Azur Air                | En saison charter: Moscou-Vnoukovo |
| Belavia                 | En saison charter: Minsk |
| BH Air                  | En saison charter: Sofia-Vrajdebna |
| British Airways         | En saison: Londres-Heathrow |
| Corendon Airlines       | En saison: Bruxelles-National, Cologne/Bonn-K. Adenauer, Düsseldorf, Hanovre, Nuremberg-A. Dürer |
| Corendon Dutch Airlines | En saison: Amsterdam |
| easyJet                 | En saison: Bristol, Édimbourg, Liverpool-J.-Lennon, Londres-Gatwick, Londres-Luton |
| Edelweiss Air           | En saison: Zurich |
| Enter Air               | En saison charter: Gdańsk-L. Wałęsa, Katowice-Pyrzowice, Poznań (Posnanie)-H. Wieniawski, Varsovie-Chopin, Wrocław-N. Copernic                                                                                             |
| European Air Charter    | En saison charter: Plovdiv-Kroumovo, Sofia-Vrajdebna, Varna |
| Eurowings               | En saison: Cologne/Bonn-K. Adenauer, Hambourg-H.-Schmidt |
| Eurowings Discover      | En saison: Francfort, Munich-F. J. Strauß |
| Fly Lili                | En saison charter: Bucarest-A. Vlaicu |
| flyadeal                | En saison: Riyad-roi Khaled |
| flydubai                | En saison: Dubaï |
| flynas                  | En saison: Riyad-roi Khaled |
| FlyOne                  | En saison charter: Chișinău |
| Freebird Airlines       | En saison charter: Billund, Bruxelles-National, Copenhague-Kastrup, Weeze |
| GetJet Airlines         | En saison charter: Vilnius |
| Gulf Air                | Manama-Bahreïn |
| GullivAir               | En saison charter: Sofia-Vrajdebna |
| I-Fly                   | En saison charter: Moscou-Vnoukovo |
| Jazeera Airways         | En saison: Koweït |
| Jet2.com                | En saison: - Belfast, - Birmingham, - Bristol, - East Midlands, - Édimbourg, - Glasgow, - Leeds-Bradford, - Liverpool-J.-Lennon, - Londres-Stansted, - Manchester, - Newcastle                                             |
| Kuwait Airways          | En saison: Koweït |
| LOT Polish Airlines     | En saison charter: Gdańsk-L. Wałęsa, Katowice-Pyrzowice, Poznań (Posnanie)-H. Wieniawski, Varsovie-Chopin, Wrocław-N. Copernic                                                                                             |
| Lufthansa               | En saison: Munich-F. J. Strauß |
| Luxair                  | En saison: Luxembourg-Findel |
| Pegasus Airlines        | Adana-Sakirpasa, Ankara Esenboğa, Istanbul-S. Gökçen En saison: Cologne/Bonn-K. Adenauer, Hanovre, Moscou-Domodédovo, Nuremberg-A. Dürer                                                                                   |
| Pobeda                  | En saison: Moscou-Vnoukovo |
| Qatar Airways           | En saison: Doha-Hamad |
| Qeshm Air               | En saison: Téhéran-Imam-Khomeini |
| Red Wings Airlines      | En saison charter: Kazan, Saint-Pétersbourg-Poulkovo |
| Rossiya Airlines        | Sotchi-Adler |
| Royal Jordanian         | En saison charter: Amman-Reine-Alia |
| Ryanair                 | Dublin |
| Smartwings              | En saison: Prague-Václav-Havel |
| Smartwings Poland       | En saison charter: Katowice-Pyrzowice, Poznań (Posnanie)-H. Wieniawski, Varsovie-Chopin, Wrocław-N. Copernic |
| SunExpress              | En saison: - Berlin-Brandebourg, - Cologne/Bonn-K. Adenauer, - Düsseldorf, - Francfort, - Hanovre, - Izmir-A. Menderes, - Munich-F. J. Strauß, - Paris-Charles de Gaulle, - Stuttgart, - Vienne-Schwechat                  |
| TAROM                   | En saison charter: Bucarest-H. Coandă |
| Transavia France        | En saison: Paris-Orly |
| TUI Airways             | En saison: Birmingham, Londres-Gatwick, Manchester |
| TUI fly Belgium         | En saison: Bruxelles-National, Ostende-Bruges |
| TUI fly Netherlands     | En saison: Amsterdam |
| Turkish Airlines        | Istanbul En saison: - Almaty, - Berlin-Brandebourg, - Kazan, - Koweït, - Londres-Gatwick, - Moscou-Domodédovo, - Moscou-Vnoukovo, - Munich-F. J. Strauß, - Noursoultan, - Saint-Pétersbourg-Poulkovo, - Tallinn, - Vilnius |
| Ural Airlines           | En saison: Moscou-Domodédovo |
| Yakutia Airlines        | En saison charter: Moscou-Vnoukovo |

Édité le 8/03/2018  Actualisé le 28/05/2023